# Papirus Bodmer L
Papirus 73 (według numeracji Gregory-Aland), oznaczany symbolem {\displaystyle {\mathfrak {P}}^{73}} – grecki rękopis Nowego Testamentu, spisany w formie kodeksu na papirusie. Paleograficznie datowany jest na VII wiek. Zawiera fragmenty Ewangelii Mateusza.

## Opis
Zachowały się tylko fragmenty Ewangelii Mateusza (25,43; 26,2-3).

## Tekst
Tekst grecki Ewangelii Mateusza reprezentuje bizantyjską tradycję tekstualną. Kurt Aland zaklasyfikował go do kategorii V.

## Historia
Rękopis znaleziony został w Egipcie, przez Martina Bodmera. Na liście rękopisów znalezionych przez Bodmera znajduje się na pozycji L. Tekst opublikowany został przez Alanda w 1962 roku. Aland umieścił go na liście rękopisów Nowego Testamentu, w grupie papirusów, dając mu numer 73.
Rękopis datowany jest przez INTF na VII wiek.
Nie jest cytowany w krytycznych wydaniach Nowego Testamentu (NA27, UBS4).
Obecnie przechowywany jest w bibliotece Bibliotheca Bodmeriana (L) w Cologny.